# 若林ノブ秋山の 揃いも揃って言ったコト
『若林ノブ秋山の 揃いも揃って言ったコト』（わかばやしのぶあきやまのそろいもそろっていったこと）は日本テレビで2018年から不定期で放送されていたトークバラエティ番組。
初回のみは『口をそろえて!アノ人もアノ人もアノ人も言ってました!若林・ノブ・秋山が初MC』と言うタイトルだった。

## 番組概要
- スゴイ人たちが"揃いも揃って言ったコト"を追いかける初公開探しバラエティです。

## 出演
- 若林正恭（オードリー）
- ノブ（千鳥）
- 秋山竜次（ロバート）

## 放送リスト
| 放送回数 | 放送日                   | 時間           | 内容 | ゲスト | 備考                             |
| -------- | ------------------------ | -------------- | --- | --- | -------------------------------- |
| 1        | 2018年4月22日（日曜日）  | 13:15 - 14:15  | ニラ農家、サンコン小学校、 HERO CASTING、講演会王、 厳選チャーハン、温泉宿                                        | 東貴博（Take2）、高橋真麻、川村エミコ（たんぽぽ）、オスマン・サンコン、田村裕（麒麟）、島田洋七、杉村太蔵                                                                | サンバリュで放送。               |
| 2        | 2018年10月2日（火曜日）  | 23:59 - 翌0:54 | 伝説の芸能スクープ記者のエグい手口とは!? ▼連絡先すぐ教えちゃうアイドル…ウワサ徹底検証 ▼モノマネ芸人が勝手に里帰り | 稲村亜美、岡井千聖、くっきー（野性爆弾）、ヒデ（ペナルティ） | プラチナイトで放送。             |
| 3        | 2019年6月9日（日曜日）   | 13:15 - 14:15  | ホスト、漫画、ゆるキャラ                                                                                          | くっきー、DJ KOO（TRF）、袴田吉彦 | 2度目のサンバリュで放送。        |
| 4        | 2019年10月10日（木曜日） | 19:00 - 20:54  | 美人職人 1000円グルメ 勝手にミス○○グランプリ 1回7万円のヘアカット                                                 | 中島健人・佐藤勝利（Sexy Zone）、中岡創一（ロッチ）、梅澤美波・山下美月（乃木坂46）、河北麻友子、(進行)田中みな実、(VTR）くっきー!、小峠英二、ギャル曽根、ガンバレルーヤ | 木曜日のゴールデンタイムで放送。 |

## スタッフ
- 企画・演出：吉川真一朗
- ナレーター：畑中フー、桐谷蝶々（共に第4回）
- 構成：安達譲、堀江B面、村松浩介、一場麻美、川上潤也（一場・川上→第4回）
- TM：新名大作
- SW：中村哲也（第4回）
- CCAM（第4回）：小野寺裕太（第4回）
- MIX：宮内貞
- VE：三崎美貴（第4回）
- 照明：村上洋平（第4回）
- 編集：若宮慎也（スタジオヴェルト）
- MA：山田謙一（スタジオヴェルト、第4回）
- 音効：岡田淳一
- CGデザイン：森三平
- 美術：稲本浩
- デザイン：熊崎真知子（第4回）
- 美術協力：日テレアート
- 協力（第4回）：㈱神戸メディケア（第4回）
- 画像協力（第4回）：アフロ（第4回）
- イラスト（第4回）：グレートインターナショナル（第4回）
- 技術協力：NiTRO、プレゼンスクルー、Zeta、スウィッシュ・ジャパン、スタジオヴェルト（プレゼンス・Zeta・スウィ→第4回）
- 宣伝（第4回）：栗原甚（第4回）
- TK：坂本幸子（第2,4回）
- デスク：小林祐子（第2,3回は制作デスク）
- リサーチ：田原拓郎、五十嵐莉乃
- フランスロケコーディネート（第4回）：下田あゆみ（第4回）
- AD：池田翔一、川腰秋花（共に第3回-）、岡田萌、南波洋行、花井理奈子、蒔田斗郁（岡田〜蒔田→第4回）
- AP：白井夕貴（第3回-、第2回はAD）、井手茶智（第4回）
- ディレクター：飛田真也（第2回-）、高宮恵蔵、松田菜生、小笠原将、高畑伸彦（高宮〜高畑→第4回）
- 演出（第4回）：中澤洋貴、田中真之（共に第4回）
- プロデューサー：笹部智大、宮崎慶洋、森亜希子、切替愛（切替→第4回）
- チーフプロデューサー：道坂忠久
- 制作協力：クリエイティブ30、日企（日企→第4回）
- 製作著作：日本テレビ

### 過去のスタッフ
- ナレーター：森富美（第2回）
- 天の声：郡司恭子（第2回）
- 構成：坂本竜二（第2回）
- SW：福田伸一郎（第2,3回）
- カメラ：大庭茂嗣（第2,3回）
- VE：塩原和益（第2回）、竹内萌江（第3回）
- 照明：仲野貴信（第2,3回）
- MA：馬場亮輔（ザ・カラーズ、第2回）、谷弘明（スタジオヴェルト、第3回）
- 美術：栗原純二（第2回）
- デザイン：田澤奈津美（第2回）、平岡真穂（第3回）
- モニター：ミジェット（第2,3回）
- TK：春日千佳子（第3回）
- AD：大村実穂（第2回）、鈴木保奈美、岡千沙音、加藤眞智（共に第3回）
- AP：長谷川才帆子（第2回）
- ディレクター：横山貴子、堺大輔、木田佳樹（共に第2回）、島本敬之、西村郁哉、井上統暉（共に第3回）
- プロデューサー：片山雄飛（第3回）